# Sauqueville
Sauqueville är en kommun i departementet Seine-Maritime i regionen Normandie i nordvästra Frankrike. Kommunen ligger i kantonen Dieppe-1 som tillhör arrondissementet Dieppe. År 2022 hade Sauqueville 350 invånare.

## Befolkningsutveckling
| Befolkningsutvecklingen i Sauqueville 1968–2021 | Befolkningsutvecklingen i Sauqueville 1968–2021 | Befolkningsutvecklingen i Sauqueville 1968–2021 | Befolkningsutvecklingen i Sauqueville 1968–2021 | Befolkningsutvecklingen i Sauqueville 1968–2021 |
| ----------------------------------------------- | ----------------------------------------------- | ----------------------------------------------- | ----------------------------------------------- | ----------------------------------------------- |
|                                                 |                                                 |                                                 |                                                 |                                                 |
| År                                              |                                                 |                                                 | Folkmängd                                       |                                                 |
| 1968                                            | 1968                                            |                                                 | 351                                             |                                                 |
| 1975                                            | 1975                                            |                                                 | 323                                             |                                                 |
| 1982                                            | 1982                                            |                                                 | 326                                             |                                                 |
| 1990                                            | 1990                                            |                                                 | 360                                             |                                                 |
| 1999                                            | 1999                                            |                                                 | 360                                             |                                                 |
| 2007                                            | 2007                                            |                                                 | 359                                             |                                                 |
| 2015                                            | 2015                                            |                                                 | 371                                             |                                                 |
| 2021                                            | 2021                                            |                                                 | 346                                             |                                                 |